# Lina Habicht
Lina Habicht (* 1994 in Berlin) ist eine deutsche Schauspielerin.

## Leben
Habicht studierte von 2014 bis 2018 Schauspiel an der Otto-Falckenberg-Schule in München. Daraufhin war sie von 2018 bis 2023 festes Ensemblemitglied am Hessischen Staatstheater Wiesbaden.
2019 war sie in ihrem ersten Kinofilm zu sehen: Golden Twenties von Sophie Kluge. 2022 spielte sie eine Gastrolle als Susanne Dahms in der Serie Der Staatsanwalt (Folge: Tod eines Maklers). Im April 2025 erschien in der Regie von Angelina Maccarone der Kinofilm Klandestin mit Habicht in der Rolle der Lena.
Außerdem spielt sie am Staatstheater Mainz und am Theater Rudolstadt.

## Filmografie
- 2019: Golden Twenties, Regie: Sophie Kluge
- 2022: Der Staatsanwalt (Fernsehserie, Folge 17x05: Tod eines Maklers)
- 2025: Klandestin, Regie: Angelina Maccarone

## Hörspiele (Auswahl)
- 2017: Katharina Neuschaefer: Elvis im Wunderland; Do Re Mikro-Opernführer für Kinder: Elvis und der Fliegende Holländer (Mädchen 2) – Regie: Leonhard Huber (Original-Hörspiel, Kinderhörspiel, Musikalisches Hörspiel – BR)[7]